# Virtue's Last Reward
Virtue's Last Reward (極限脱出ADV 善人シボウデス?, Kyokugen dasshutsu ADV: Zennin shibō desu, lett. "Avventura di fuga estrema: Brave persone muoiono"), conosciuto anche come Zero Escape: Virtue's Last Reward, è una visual novel e videogioco d'avventura diretta da Kōtarō Uchikoshi e sviluppata da Chunsoft per il Nintendo 3DS e PlayStation Vita. È stato prima pubblicato in Giappone il 16 febbraio 2012 e successivamente in Nord America ed Europa nello stesso anno. È il secondo capitolo della serie Zero Escape e il seguito diretto del gioco del 2009 999: Nine Hours, Nine Persons, Nine Doors.
La storia ha come protagonista Sigma, uno studente del college che è stato rapito e costretto insieme ad altre otto persone a giocare il "Nonary Game", che pone i partecipanti in situazioni di vita o di morte. Col proseguire della storia, Sigma scopre la sua abilità di trasportare la sua coscienza attraverso il tempo e vivere differenti linee temporali rispetto a quella che ha percorso inizialmente, che utilizza per trovare una soluzione grazie alla quale tutti sopravvivano. Come il suo predecessore, Virtue's Last Reward segue una narrazione non lineare che termina in uno degli oltre 20 finali diversi basati sulle decisioni compiute dal giocatore. Le modalità di gioco si alternano tra la progressione attraverso estese scene narrative e scenari di scappa dalla stanza in cui prevalgono le fasi di esplorazione e risoluzione di enigmi.
Lo sviluppo è iniziato poco dopo la pubblicazione di 999 in risposta all'accoglienza positiva del gioco in Nord America. Il gioco utilizza modelli 3D per i personaggi e le ambientazioni in opposizione alle illustrazioni 2D presenti in 999, come anche un doppiaggio completo disponibile sia in giapponese che in inglese. La sceneggiatura è stata redatta da Uchikoshi, che era anche a capo della sceneggiatura di 999, e localizzata dalla Aksys Games e dalla Rising Star Games, rispettivamente per la versione Nordamericana e quella Europea.
Al momento della pubblicazione Virtue's Last Reward ha ricevuto recensioni positive dalla critica, in particolar modo per i personaggi, il doppiaggio e la storia, con alcune critiche nei confronti degli enigmi. Nonostante le recensioni positive, il gioco però non ha avuto un grande successo commerciale in Giappone e ciò ha portato a un temporaneo annullamento del sequel, che venne infine sviluppato e pubblicato nel 2016 con il titolo di Zero Time Dilemma.

## Trama
Nel 2028, Sigma viene rapito da uno sconosciuto con una maschera a gas utilizzando un gas che gli fa perdere coscienza. Si sveglia intrappolato all'interno di un ascensore con una ragazza che in seguito si presenta come Phi. Entrambi indossano dei bracciali che mostrano su di un display il numero 3. Zero III appare su uno schermo ed informa Sigma e Phi che stanno partecipando al Nonary Game e che devono fuggire dall'ascensore prima che cada. Escono attraverso uno sportello nel soffitto e si ritrovano in una struttura simile ad un magazzino, dove incontrano gli altri sette personaggi: Dio, Quark, Tenmyouji, Luna, Alice, K, e Clover. Sigma apprende che tutti sono stati rapiti e costretti nel gioco per ragioni sconosciute ed indossano dei braccialetti simili, Zero III riappare ed informa il gruppo che coloro che otterranno almeno nove punti sul braccialetto saranno in grado di aprire la porta numero nove e fuoriuscire dalla struttura; essa rimarrà aperta per nove secondi, dopo di che si sigillerà permanentemente. I punti possono essere ottenuti solo partecipando all'Ambidex Game utilizzando gli ascensori da cui sono usciti da questo momento in poi chiamati "Ambidex rooms" o "AB Rooms".
A questo punto, la storia inizia a ramificarsi in differenti linee temporali che possono essere percorse in qualsiasi ordine, a seconda delle scelte compiute dal giocatore. I partecipanti si separano in gruppi e completano il primo insieme di stanze, dove trovano uno stralcio di giornale che riporta una pandemia provocata dal Radical-6, un virus che rallenta la cognizione delle persone affette ed a volte le induce al suicidio. A seconda delle linee temporali percorse, i personaggi scoprono il corpo di una donna anziana assassinata all'interno di una AB Room o delle bombe a fusione nucleare installate in tutta la struttura, abbastanza potenti da annientare l'intero edificio. Inoltre, verranno compiute diverse rivelazioni sugli altri giocatori: Luna è un robot umanoide, con il compito di controllare lo svolgimento del Nonary Game; Tenmyouji è stato incentivato a partecipare nel Nonary Game dopo che gli era stata promessa la possibilità di trovare la donna che stava cercando da anni. Questi ha anche portato con sé il suo nipote adottivo Quark; Alice e Clover sono entrambe degli agenti segreti del Dipartimento di Difesa che hanno il compito di fermare la setta religiosa conosciuta come Free the Soul (lett. Libera l'Anima); e Dio è un membro di Free the Soul, ed uno dei cloni del fratello del capo della setta. Sigma scopre che Dio è entrato in segreto nella struttura, ucciso la donna anziana e preso il suo posto nel Nonary Game. Il suo obiettivo è quello di disturbare il gioco piazzando le bombe. Sigma apprende il codice di disinnescamento di ogni bomba in diverse linee temporali e, nella linea temporale che conduce al finale definitivo del gioco, è in grado di disinnescare ogni bomba, mentre Dio è immobilizzato ed ammanettato.
I rimanenti partecipanti quindi procedono nel successivo gruppo di stanze contenenti degli enigmi. Quando Sigma, Phi e Tenmyouji completano la loro stanza, appare un messaggio olografico pre-registrato della donna anziana, che Tenmyouji riconosce come Akane Kurashiki, la donna che stava cercando. Akane spiega che lei e Zero Sr. hanno sviluppato il "progetto Nonary" in modo da allenare Sigma e Phi per trasportare la loro coscienza attraverso il tempo. Quando il messaggio termina, ritornano nelle AB Room ma Sigma e Phi cadono incoscienti e si risvegliano prima dell'inizio del gioco dentro all'ascensore. Escono dall'ascensore e neutralizzano Dio prima che possa uccidere Akane. Akane poi spiega che l'elemento di pericolo all'interno del gioco era necessario per velocizzare i processi cerebrali per trasportare la coscienza di una persona attraverso il tempo, ed ogni partecipante è stato infettato con il Radical-6 per amplificare questo processo. Il Nonary Game è stato disegnato altresì per forzare Sigma e Phi a vivere e saltare molte linee temporali, allenandoli a trattenere informazioni apprese in ognuna di esse. Le coscienze di Sigma e Phi ritornano quindi nel presente, dove si risvegliano, scoprendo che tutti hanno cooperato per acquisire abbastanza punti per fuggire.
Il gruppo abbandona la struttura ed emerge in una distesa deserta. Quark e Tenmyouji rivelano che la struttura si trova sulla superficie della Luna, che l'anno in corso è il 2074, e che la maggior parte dell'umanità è stata uccisa dal Radical-6 dopo che è stato liberato da Free the Soul da un sito di ricerca in una missione su Marte nel 2028. Sigma sprona il gruppo a ritornare nella struttura per cercare Akane e scoprono una capsula criogenica. K spiega che lui è cresciuto nella struttura con Zero Sr. ed Akane, ed ogni persona è stata condotta per ricreare tutti gli eventi che i due hanno precedentemente vissuto. Alcuni dei giocatori, rapiti nel 2028, sono stati posti nelle capsule finché non è iniziato il Nonary Game. La capsula poi si apre, rivelando un clone di Sigma all'interno, che a sua volta rivela che Akane ha partecipato al gioco per tutto il tempo nei panni di K. A seconda della linea temporale che il giocatore sta vivendo, il che determina se Akane è stata salvata dall'attacco di Dio o no, o il clone di Sigma o Akane sta occupando l'armatura di K, una sovrapposizione quantistica.
Alla conclusione del gioco, Akane rivela che Sigma è saltato dal suo corpo nel 2028 nel suo io più vecchio nel 2074, e lui stesso ha sviluppato il progetto Nonary nel tempo intercorso, confermando la sua identità di Zero. Il clone di Sigma, di nome Kyle, è stato creato da Sigma come rimpiazzo nel caso il suo corpo fosse danneggiato. Akane chiarisce che l'obiettivo principale del Nonary project era di trasportare entrambe le coscienze di Sigma e di Phi, con tutte le conoscenze acquisite nel futuro, indietro nel 2028 in modo da prevenire la fuga di Radical-6 e che Dio stava cercando di impedire. Akane poi attacca Phi e Sigma, trasportando le loro coscienze nel 2029. Nell'epilogo de gioco, Sigma spende i successivi 45 anni sviluppando il Nonary project, mentre Phi è tenuta in capsula criogenica. Nel 2074, Sigma e Phi saltano indietro nel 2028 e si infiltrano nel sito di ricerca della missione su Marte. Gli eventi all'interno del sito di ricerca rimangono sconosciuti al giocatore.

## Modalità di gioco
Virtue's Last Reward è una visual novel di avventura nel quale il giocatore assume il ruolo di Sigma. La modalità di gioco si divide in due sezioni differenti; Narrazione e Fuga (o Escape). Nella sezione Narrazione, il giocatore prosegue nella storia e conversa con gli altri personaggi. Come in molte altre visual novel, questa modalità di gioco richiede poca interazione da parte del giocatore, in quanto queste sezioni si svolgono leggendo il testo che appare sullo schermo, che rappresenta il dialogo tra i vari personaggi o i pensieri personali di Sigma. Durante le sezioni di Narrazione, il giocatore a volte dovrà compiere delle decisioni che influenzano il corso del gioco, come ad esempio gli enigmi che incontrerà in seguito e il destino degli altri personaggi. L'aspetto più ricorrente di ciò è l'Ambidex Game, una sorta di dilemma del prigioniero in cui una coppia o una persona da sola deve entrare in un ascensore e scegliere se 'allearsi' o 'tradire' l'individuo o la coppia contro cui sono stati sorteggiati. Le scelte dei personaggi modificano i punti sui loro braccialetti; due avversari che scelgono entrambi di allearsi guadagnano due punti, due avversari che scelgono entrambi di tradire l'altro non guadagnano alcun punto; invece chi sceglie di tradire quando l'altro sceglie di allearsi guadagna tre punti, mentre l'altro ne perde due. Coloro che raggiungono i nove punti possono fuggire all'esterno, mentre quelli che terminano i loro punti muoiono.
Alternate alle sezioni di Narrazione vi sono le sezioni di Fuga, che avvengono quando il giocatore, insieme ad altri personaggi, si ritrova in una stanza dalla quale deve trovare un modo per uscire. Per riuscirci, il giocatore deve trovare vari oggetti e risolvere gli enigmi presenti nella stanza, un richiamo ai giochi Escape-the-room. Il giocatore può raccogliere oggetti e combinarli per formarne di nuovi necessari nella risoluzione delle sfide richieste. In ogni stanza da cui fuggire è possibile ritrovare una cassaforte, che può essere aperta con due password. Una di queste dà al giocatore la chiave necessaria per uscire dalla stanza, mentre l'altra garantisce l'accesso ad una cartella segreta che fornisce al giocatore informazioni supplementari e notizie aggiuntive sui retroscena della storia. Se il giocatore trova un enigma troppo difficile, può modificare la difficoltà del livello da 'difficile' a 'facile', in cui i personaggi offrono consigli più specifici.
Oltre alle sezioni di Narrazione e Fuga, il giocatore ha accesso ad un diagramma di flusso che permette di rivisitare immediatamente o "saltare" in ogni sezione precedentemente completata senza dover rigiocare il gioco dall'inizio. Ciò permette al giocatore di passare ad un punto precedente della storia e scegliere un'opzione diversa che causa una progressione della storia in un'altra direzione. Per esempio, il giocatore può saltare in sessioni precedentemente completate dell'Ambidex Game e allearsi con l'avversario invece di tradirlo e viceversa. Anche se sono disponibili più di 20 finali, molti di questi sono inizialmente inaccessibili e devono essere sbloccati assistendo ad alcuni eventi o apprendendo alcune informazioni in altre linee narrative. Per esempio, se una particolare linea narrativa non può proseguire perché è richiesta una password sconosciuta, il giocatore può saltare in un'altra linea narrativa e trovarla prima di ritornare nella linea narrativa da cui era partito. Di conseguenza, bisogna saltare spesso tra le linee narrative per poter proseguire nel gioco verso il finale definitivo.

## Personaggi
Come nel gioco precedente, Virtue's Last Reward presenta nove personaggi principali, che sono tutti costretti a partecipare al Nonary Game da una persona sconosciuta di nome Zero. Sigma - uno studente del college - (controllato dal giocatore) è in gruppo con Phi, una ragazza misteriosa ed intelligente; Dio, un uomo rude ed insensibile; Tenmyouji, un uomo anziano; Quark, un ragazzo molto attivo; Luna, una donna dall'animo gentile e generoso; Clover, una ragazza imprevedibile apparsa anche in 999; Alice, una donna potente e focalizzata all'obiettivo; e K, una persona che soffre di amnesia retrograda che indossa un'armatura irremovibile su tutto il corpo con un modificatore di voce. Insieme ai nove partecipanti, Zero III, un'intelligenza artificiale che appare sotto forma di un coniglio CGI, controlla il Nonary Game e spiega le regole ai partecipanti. Zero III è soprannominato "Zero Jr." dai partecipanti per distinguerlo dallo Zero umano, che al contrario è stato soprannominato "Zero Sr." A parte Sigma, ogni personaggio è completamente doppiato sia in Giapponese che in Inglese.

## Sviluppo
Lo sviluppo del gioco è iniziato poco dopo la pubblicazione di 999, principalmente dovuto alle recensioni positive di 999 in Giappone e Nord America. Quando sono stati distribuiti i video promozionali di 999, Chunsoft notò che una quantità sorprendente di commenti erano in Inglese. Dopo aver analizzato i registri di accesso, è stato scoperto che il 70% dei commenti provenivano da Paesi anglofoni, che, secondo il direttore di Virtue's Last Reward Kotaro Uchikoshi, è una evenienza estremamente rara nell'ambito dell'industri videoludica giapponese. Con la realizzazione della popolarità di 999 al di fuori del Giappone, Chunsoft decise alla fine che aveva senso produrre un seguito.
Uno dei più grandi cambiamenti tra 999 e Virtue's Last Reward è stato il passaggio dalle illustrazioni in 2D agli ambienti in 3D e i modelli dei personaggi. Mentre l'intento originale era quello di mantenere le illustrazioni 2D di 999, il team di sviluppo ha voluto utilizzare le caratteristiche 3D nel Nintendo 3DS. Comunque, dato che il 3DS non era ancora stato rilasciato, il team aveva ipotizzato che le caratteristiche 3D avrebbero richiesto modelli dei personaggi in 3D. Durante la fase di sviluppo iniziale in 3D, il team ha voluto utilizzare un real-time rendering durante i fermo immagine che sarebbero avvenuti durante gli eventi speciali. Però, a causa di come era stato programmato, il team ha dovuto utilizzare al loro posto delle immagini pre-renderizzate.

### Storia e temi
Molte critiche hanno notato un cambiamento drastico tra la tensione e la suspense presente in 999 e l'atmosfera più rilassata e pesantemente esplorativa in Virtue's Last Reward. Uchikoshi disse che era stata una decisione da parte dei suoi superiori. Durante lo sviluppo di Virtue's Last Reward, Chunsoft chiese ai giocatori giapponesi che non avevano comprato 999 il perché della loro scelta. La maggior parte delle risposte ricevute sono state perché il gioco sembrava spaventoso. Uchikoshi ammise che non aveva altra scelta che di abbassare un po' i toni. Uchikoshi ha lavorato insieme ad un sotto-scrittore, che lo avrebbe aiutato ad identificare i problemi che si fossero presentati all'interno della storia.
Quando ha scritto la sceneggiatura del gioco, Uchikoshi ha privilegiato la trama ai personaggi; prima ha costruito una storia di base, e poi ha creato i personaggi insieme ad ognuno dei loro retroscena. Dopo aver preso delle decisioni sulla storia e la creazione del protagonista, ha cercato di ottenere un gruppo di personaggi bilanciato, in termini di genere, personalità ed età rappresentati; quando ha creato le personalità dei personaggi, Uchikoshi ha utilizzato l'Enneagramma della personalità come riferimento. Un fatto importante per lui quando crea i personaggi è stato creare un mistero dietro di loro, per rendere i giocatori curiosi su chi sono i personaggi e qual è il loro passato. Un altro elemento importante è stato l'uso di false piste: facendo sembrare deliberatamente alcuni personaggi dei brutti soggetti, vorrebbe spingere i giocatori a focalizzarsi di più su di loro, rendendo loro più difficile vedere chi sia il "vero cattivo". Ha puntato a non dare al protagonista del gioco una personalità forte, in modo da rendere più facile l'empatizzazione dei giocatori nei suoi confronti. Poiché la Luna era uno dei temi principali del gioco, il personaggio di Zero III appare come un coniglio in riferimento al coniglio lunare del folclore giapponese.
Sono state fatte molte modifiche alla storia originale di Virtue's Last Reward. Durante una scena nel gioco, Dio ammanetta Clover e Tenmyouji ad un lavandino, per impedir loro di partecipare al Nonary Game (la punizione per la non partecipazione è la morte). Originariamente, era stato previsto che Dio facesse qualcosa molto più "compromettente" a Clover, ma il presidente di Chunsoft si oppose a questa scena per "ragioni etiche", dopo di che la scena fu modificata. Un'altra scena che ha dovuto essere modificata è stato il finale. Prima del Terremoto e maremoto del Tōhoku del 2011, era stato piaificato un altro finale in cui tutta l'umanità sarebbe morta, a quel punto un personaggio sarebbe andato indietro nel tempo e cambiare il passato così che il futuro potesse essere salvo, dopo di che il gioco sarebbe terminato. Uchikoshi sentiva che non era bello andare avanti con quel finale per via del terremoto, e sentiva che il finale era "un po' grezzo e posticcio", così l'ha modificato per essere più positivo. Uchikoshi ha anche considerato di inserire numerosi esperimenti e teorie scientifiche e filosofiche, ma che alla fine sono state accantonate, incluse: "Struttura dissipativa, Problema di Monty Hall, Teoremi di incompletezza di Gödel, Toxoplasmosi, Disturbo psicotico condiviso, Sindrome di Capgras, Sindrome di Fregoli, Test della falsa credenza, e Progetto MKULTRA."

### Localizzazione
Come per 999, Aksys Games ha curato la localizzazione di Virtue's Last Reward per la pubblicazione in Nord America. Nobara Nakayama ha tradotto i testi del gioco dal Giapponese in Inglese, che poi è stato localizzato dall'editore Ben Bateman. Bateman più tardi ha dichiarato che superare diverse questioni legate alla traduzione è stato uno degli aspetti più difficili della revisione di Virtue's Last Reward. Anche se Uchikoshi aveva scritto il gioco tenendo in mente un pubblico anglofono, che ha evitato diversi problemi di traduzione legati alla trama, alcuni dettagli spiritosi non sono stati tradotti bene o per niente e hanno dovuto modificarli per la localizzazione. Inoltre, c'erano due personaggi che "parlavano come animali" nella versione giapponese del gioco: Zero III, che aggiungeva "-usa" alla fine delle frasi, che la prima parte di usagi (la parola giapponese per "coniglio"); e Sigma, che aggiungeva "-nya" (l'onomatopea giapponese per il verso del gatto) alla fine delle frasi ogni volta che si parlava di gatti. Bateman ha risolto questo problema scrivendo dei giochi di parole tematici sui conigli e sui gatti. Un'altra grande sfida per Bateman è stata riuscire a tenere il filo di tutti i momenti della storia a partire da ogni ramo del percorso. Era importante sapere quali informazioni riguardo ad ogni personaggio fossero state già rivelate al giocatore, poiché questo avrebbe influenzato la scelta finale delle parole e del tono di ogni linea di dialogo. Per il doppiaggio, lo studio aveva mandato al team della localizzazione una lista di persone che pensavano avrebbero ricoperto bene il ruolo di ogni personaggio, insieme a brevi bobine per ogni attore, e il produttore aveva scelto uno per ogni ruolo. Una volta che gli attori erano stati scelti, Bateman redasse la direzione del doppiaggio, che erano brevi trafiletti che i doppiatori vedevano accanto alla battuta che avrebbero dovuto dire, in modo da sapere come recitarla.
Al di fuori del Nord America, Rising Star Games ha localizzato Virtue's Last Reward per la sua pubblicazione europea. La compagnia ha licenziato il gioco direttamente dalla Chunsoft, optando di non includere l'audio Inglese, ma utilizzare gli stessi sottotitoli inglese usati dalla Aksys Games.

## Colonna sonora
La partitura per Virtue's Last Reward è stata composta da Shinji Hosoe, che ha composto in precedenza la colonna sonora di 999. Molte delle canzoni di 999 sono state rimasterizzate con le migliori prestazioni acustiche del 3DS e del Vita, e contengono suoni industriali e DnB. I critici hanno notato che la colonna sonora ha mostrato un lato più cupo ed emotivo dell'opera di Hosoe. Il 19 aprile 2012, la colonna sonora di Virtue's Last Reward, intitolata Kyokugen Dansshutsu ADV Zennin Shibou Desu Soundtrack è stata rilasciata sul sito CD Japan. L'album contiene 33 tracce, su due dischi, e della durata di circa due ore e mezza. Il disco uno è stato intitolato "Escape Side" (lett. Lato della Fuga) e contiene ogni traccia presente durante le sezioni di Fuga, mentre il disco due, "Novel Side" (lett. Lato della Narrazione), contiene ogni traccia presente durante le sezioni di Narrazione. L'album è racchiusa dal brano "Virtue's Last Reward", con l'interpretazione da parte di un'orchestra come prima traccia nel disco uno e un'interpretazione al pianoforte che chiude l'album nel disco due.

## Promozione e uscita
Il 14 dicembre 2011, lo studio anime giapponese Gonzo ha rilasciato un OAV per il gioco, che è stato in seguito re-rilasciato da Aksys Games, doppiato in Inglese, il 19 ottobre 2012. Il video funge da introduzione per il gioco, mostrando i personaggi come anche le regole base dell'Ambidex Game. Insieme al video di animazione, è stato prodotto un flash game per Virtue's Last Reward e reso disponibile sul sito ufficiale giapponese degli sviluppatori. Le meccaniche di gioco si basano sul personaggio che cerca di aprire una porta di metallo cliccando velocemente su di essa. Una volta che la porta inizia ad aprirsi, "non stai solo sbattendo la porta per aprirla ma stai anche schiaffeggiando il seno di Clover - una dei principali personaggi del gioco - e osservandolo rimbalzare". Richard Eisenbeis di Kotaku ha trovato il flash game sconcertante, dichiarando che "è abbastanza l'antitesi di ogni cosa presentata in Virtue's Last Reward, davvero mi chiedo come questo flash game possa convincere chiunque a giocare il titolo originale. Forse è solo il dipartimento promozionale che segue il vecchio adagio: "il sesso vende".
Il gioco è uscito prima in Giappone il 16 febbraio 2012. Durante la prima settimana dall'uscita, la versione 3DS ha venduto 9 307 copie mentre la versione PlayStation Vita ha venduto 6 538 copie. Il gioco è stato distribuito in Nord America il 23 ottobre 2012 ed in Europa il 23 novembre 2012; questo è stato il primo gioco della serie Zero Escape ad essere uscito in Europa. Le persone che hanno pre-ordinatola versione Nord Americana del gioco tramite Amazon.com hanno ricevuto una replica del braccialetto che indossano i personaggi; un bonus simile al pre-order è stato dato per 999. I braccialetti sarebbero stati in seguito acquistabili tramite il negozio online di Aksys Games, e tutti i ricavi devoluti per la Croce Rossa Americana e per le vittime dell'uragano Sandy.
Poco dopo l'uscita del gioco, i giocatori hanno scoperto un glitch nella versione nord-americana per il 3DS. Salvare il gioco in specifiche sezioni di Fuga avrebbe corrotto i dati di salvataggio, costringendo il giocatore a ricominciare il gioco dall'inizio. In risposta a queste evenienze, Aksys Games ha raccomandato ai giocatori di evitare di salvare durante le sezioni di Fuga. Il 26 agosto 2013, quasi un anno dopo la prima uscita del gioco nel Nord America, Aksys Games ha annunciato che il bug era stato risolto con una patch nella versione del Nintendo eShop; alcuni giocatori però hanno continuato a riportare l'esistenza del bug.

## Accoglienza
Virtue's Last Reward ha ricevuto critiche positive dalla critica. In Giappone, la rivista di videogiochi Famitsū ha premiato il gioco con un punteggio di 34/40, con recensioni dai punteggi individuali di 9,8,9 e 8. I recensori hanno lodato la storia intricata e il diagramma di flusso. In Occidente, siti web di recensioni aggregate come GameRankings e Metacritic hanno valutato la versione Nintendo 3DS 87% e 88/100, e la versione PlayStation Vita 86% e 84/100. Virtue's Last Reward è stato il secondo gioco del 3DS con il voto più alto del 2012 ed è in corsa per l'undicesimo gioco per il 3DS col voto più alto di tutti i tempi su Metacritic. È anche in corsa per il settimo gioco del 2012 per PlayStation Vita col più alto punteggio su Metacritic.
La trama è stata molto acclamata dai critici. Kimberly Wallace di Game Informer ha detto che il gioco "si adatta ad ogni possibile risultato, risultando un racconto ramificato pieno di sospetto e tensione". Ha anche lodato i colpi di scena, commentando su come "non ti senta mai sicuro di qualcuno o certo di niente". Heidi Kemps di Gamespot ha apprezzato la narrazione, che la trama "ti afferra immediatamente e raramente ti lascia andare, passando in maniera esperta da una spaventosa premessa al dramma interpersonale dei personaggi fino a concetti sci-fi da far scoppiare la testa". Però, Edge ha notato che il gioco manca del fattore shock del suo predecessore e che "la minaccia di morte per l'iniezione letale è innegabilmente una motivazione meno coercitiva degli esplosivi montati al polso".
È stato apprezzato anche il cast dei personaggi. Bob Mackey di 1UP.com ha riportato che "a dispetto dello spirito 'anime' di alcuni personaggi -- insieme ad un tono occasionalmente inconsistente -- Zero Escape non deve fare salti mortali per farti aver cura del suo cast". Martin Robinson di Eurogamer ha apprezzato il cast credibile e che ogni personaggio è animato da una vera emozione. È stato apprezzato anche il doppiaggio. Lucas M. Thomas di IGN ha espresso che il doppiaggio "è stato tra le migliori prestazioni mai ascoltate in un gioco, punto". Tony Ponce di Destructoid ha detto che "ognuno ha il suo momento per spiccare, per consegnare una interpretazione potente che il solo testo non ha alcuna speranza di comunicare".
Le sezioni di Fuga sono state criticate da alcuni recensori, per i suoi controlli strani e gli enigmi difficili. Austin Boosinger di Adventure Gamers ha detto che gli enigmi erano "relativamente poco ispirati nella loro varietà... Non descriverei molti di questi enigmi come molto divertenti o interessanti, ma almeno si collegano con i temi della scienza e il forte approccio di spiegare i suoi temi attraverso dettagliati formule e processi matematici". Mike Manson di Nintendo Life ha notato che usando lo stilo del 3DS per girarsi può essere ipersensibile, mentre John McCarrol di RPGfan ha ripetuto le sue osservazioni sul Vita. Erren Van Duine di RPG Site è rimasto frustrato dalla mancanza di informazioni dati da alcuni degli enigmi.

### Encomi
Virtue's Last Reward ha ricevuto numerose nomine e premi dalle riviste del settore videoludico. Il gioco è stato premiato con il Gioco Portatile dell'Anno da GameSpot, Migliore Storia per 3DS/DS da IGN, migliore Esclusiva Portatile da Game Informer ed anche come Migliore Trama e Migliore Aventura Grafica da RPGFan. Il gioco è stato anche nominato per il Miglior Gioco di Avventura da GameTrailers, e Migliore Narrazione alla 13ª edizione annuale del Game Developers Choice Awards. Gamasutra e Amazon.com hanno posizionato il gioco nei loro migliori 10 non-classificati e i 25 Migliori Giochi del 2012 rispettivamente. mentre 1UP.com ha dichiarato che Virtue's Last Reward uno dei giochi preferiti del 2012. Il gioco ha anche ricevuto le nomine per il Game of the Year da Kotaku, Poket Gamer, e GameSpot, il primo gioco per 3DS/Vita ad esser stato nominato per il Game of the Year da GameSpot.

## Sequel
Nel dicembre del 2012, Uchikoshi ha rivelato su Twitter che era in sviluppo un sequel di Virtue's Last Reward. Ha risposto a diverse domande da parte dei fan riguardo al sequel, e ha confermato che Junpei, Phi e Luna appariranno nel sequel. Uchikoshi ha confermato anche che sarà l'ultimo gioco della serie, formando una trilogia, e che avrà luogo tra i due giochi precedenti. Il 27 febbraio 2013 Uchikoshi ha detto che gli piacerebbe dare buone notizie riguardo Zero Escape 3 prima della fine dell'anno, ma che ci sono stati alcuni ostacoli che bisognano prima essere superati. Però, quando non è stata pubblicata nessuna notizia riguardo Zero Escape 3 per il resto dell'anno, Uchikoshi dichiarò che "ci sono molte questioni da considerare. Quando saranno sistemate, vi dirò qualcosa al riguardo".
Il 13 febbraio 2014 Uchikoshi ha rivelato che Zero Escape 3 è stato messo in pausa a data da destinarsi, visto che i primi due giochi non hanno venduto abbastanza bene in Giappone per considerare il terzo gioco come redditizio. Ha detto che aveva valutato siti di crowdfunding come Kickstarter, ma che "l'idea non è abbastanza persuasiva" e che è ancora in cerca di opportunità con gli investitori e dirigenti. Il 17 febbraio 2014 Uchikoshi ha postato un aggiornamento sul suo account Twitter, dicendo che "varie questioni sono ora in considerazione". In risposta alla notizia della "pausa indefinita" del gioco, i fan della serie hanno creato l'Operation Bluebird (lett. Operazione Uccello azzurro), una campagna online per accrescere la consapevolezza della serie e per supportare lo sviluppo di Zero Escape 3.
Il 18 marzo 2015 Aksys Games ha lanciato il sito web 4infinity.co, che aveva semplicemente un timer con un conto alla rovescia. Molti fan hanno iniziato a speculare che i numeri sul conto alla rovescia richiamavano i 9 della copertina di 999, che ha portato molti a credere che il conto alla rovescia terminerebbe con l'annuncio di Zero Escape 3. Il conto alla rovescia di 4infinity è terminato il 3 luglio 2015, che ha coinciso con l'edizione dell'Anime Expo 2015. Durante la presentazione della Aksys Games, è stato mostrato un teaser trailer, che ha confermato che Zero Escape 3 sarà rilasciato verso la metà del 2016. Uchikoshi poi ha interrotto la presentazione per annunciare che il gioco era ora in sviluppo. Il sequel è uscito nel 2016 con il titolo di Zero Time Dilemma.